# Philipp Rafferty
Philipp Rafferty (* 1969) ist ein deutsch-irischer Schauspieler und Synchronsprecher.

## Leben
Rafferty wuchs in Oldenburg auf und machte von 1995 bis 1998 eine Ausbildung an der Schauspielschule Mainz. Philipp Rafferty arbeitet als Synchronsprecher, Schauspieler, Moderator und Business Coach. Seine erste Ausbildung erhielt er an der Belfast Community Circus School in Nordirland.
Rafferty ist seit 2012 mit der Schauspielerin Anna Lena Class verheiratet. Das Ehepaar hat eine Tochter.

## Filmografie
- 2002: Red Room
- 2002: Tiefausläufer
- 2003: Heavy User
- 2003: Wolffs Revier (Fernsehserie, 1 Folge)
- 2003: Das Westpaket
- 2003: Spur und Partner
- 2004: Dr. Sommerfeld – Neues vom Bülowbogen (Fernsehserie, 1 Folge)
- 2004: Die Sitte (Fernsehserie, 1 Folge)
- 2004: In aller Freundschaft (Fernsehserie, 1 Folge)
- 2004: Heimat 3 – Chronik einer Zeitenwende (Mehrteiler)
- 2005: Der Ferienarzt in der Toskana
- 2005: Maria am Wasser
- 2006: Fjorde der Sehnsucht
- 2006: Die Rettungsflieger (Fernsehserie, 1 Folge)
- 2006: SOKO Leipzig (Fernsehserie, 1 Folge)
- 2006: Abschnitt 40 (Fernsehserie, 1 Folge)
- 2008–2009: Rote Rosen (Fernsehserie, 221 Folgen)
- 2009: Must Love Death
- 2012: Yoko
- 2013: Die Garmisch-Cops (Fernsehserie, 1 Folge)
- 2014–2023: Die Rosenheim-Cops (Fernsehserie, 3 Folgen, verschiedene Rollen)
- 2014: Monaco 110 (Fernsehserie, 1 Folge)
- 2014: Big Game
- 2015, 2024: Sturm der Liebe (Fernsehserie, verschiedene Rollen)
- 2017: Harrys Insel
- 2018: SOKO München (Fernsehserie, 1 Folge)
- 2018: Familie Dr. Kleist (Fernsehserie, 1 Folge)
- 2019: Ein Dorf wehrt sich
- 2021: Rogue Trader
- 2022: 1899 (Miniserie)
- 2023, 2024: Dahoam is Dahoam (Fernsehserie)
- 2023: Kohlrabenschwarz (Miniserie)
- 2024: Die Bergretter (Fernsehserie, 1 Folge)
- 2025: Aktenzeichen XY … ungelöst (Fernsehreihe, 1 Folge)

### Synchron
- „Little Knight Trenk“, (Cartoon) Rolle: Chaplain
- „Law and Order“ (US) Rolle: diverse
- „Gier“ (TV 2-Teiler)
- „Minute Man“, (Kino) Rolle: James Gunn

diverse Dokus und Hörbücher, beispielsweise für DMAX, National Geographic, ARTE